# Fiorello Giraud
Fiorello Giraud (Parma, 22 ottobre 1870 – 27 marzo 1928) è stato un tenore italiano.
Figlio del tenore Lodovico Giraud (1846-1882), è noto per aver cantato in opere liriche al teatro La Scala, al Teatro Regio di Parma, al Teatro Regio di Torino, e in altri celebri teatri in Spagna, Portogallo e America Latina

## Repertorio
| Ruolo                | Titolo                          | Autore      |
| -------------------- | ------------------------------- | ----------- |
| Don José             | Carmen                          | Bizet       |
| Hagenbach            | La Wally                        | Catalani    |
| Pelléas              | Pelléas et Mélisande            | Debussy     |
| Federico Loewe       | Germania                        | Franchetti  |
| Andrea Chénier       | Andrea Chénier                  | Giordano    |
| Loris Ipanov         | Fedora                          | Giordano    |
| Canio                | Pagliacci                       | Leoncavallo |
| Milo                 | Zazà                            | Leoncavallo |
| Turiddu              | Cavalleria rusticana            | Mascagni    |
| Fritz Kobus          | L'amico Fritz                   | Mascagni    |
| Osaka                | Iris                            | Mascagni    |
| Jean Gaussin         | Sapho                           | Massenet    |
| Glauco               | Jone                            | Petrella    |
| Enzo Grimaldo        | La Gioconda                     | Ponchielli  |
| Roberto              | Le Villi                        | Puccini     |
| Des Grieux           | Manon Lescaut                   | Puccini     |
| Rodolfo              | La bohème                       | Puccini     |
| Mario Cavaradossi    | Tosca                           | Puccini     |
| B.F. Pinkerton       | Madama Butterfly                | Puccini     |
| Ernani               | Ernani                          | Verdi       |
| Manrico              | Il trovatore                    | Verdi       |
| Radamès              | Aida                            | Verdi       |
| Tannhäuser           | Tannhäuser                      | Wagner      |
| Lohengrin            | Lohengrin                       | Wagner      |
| Sigismondo           | La Walkiria                     | Wagner      |
| Tristano             | Tristano e Isotta               | Wagner      |
| Walther von Stolzing | I maestri cantori di Norimberga | Wagner      |
| Sigfrido             | Sigfrido                        | Wagner      |
| Sigfrido             | Il crepuscolo degli dei         | Wagner      |